# Area naturale Baia di Ieranto
L'Area naturale della Baia di Ieranto (scritto anche Jeranto) è situata in una insenatura nella costiera sorrentina e fa parte del territorio del Comune di Massa Lubrense, nella città metropolitana di Napoli. Inserita nell'Area naturale marina protetta Punta Campanella, la baia occupa una superficie di 63 ettari di cui 49 di proprietà del Fondo Ambiente Italiano.

## Storia
Dalla preistoria al mito omerico l'area è ricca di riferimenti. Nella Baia di Ieranto e su Punta Campanella, come riportano gli scrittori dell'antichità, i greci innalzarono il tempio di Atena, a cui in seguito i romani sovrapposero quello dedicato a Minerva. Ne danno testimonianza la scritta osca incisa sulla roccia dell'approdo di levante scoperta nel 1985 e il gran numero di reperti murari e fittili d'epoca imperiale sparsi un po' dovunque.
Vicende legate alla pirateria legano la storia dei luoghi alla presenza delle torri costiere la cui costruzione fu avviata in epoca vicereale (1516-1707). La Baia di Ieranto è infatti compresa tra la Torre di Montalto a levante e quella della Campanella sul lato opposto.
Presenze di architettura rurale connotano il territorio con le classiche linee mediterranee, ad esempio la casa colonica di proprietà del FAI. Essa mostra le antiche strutture murarie e la volta estradossata di battuto di lapillo.
L'attività estrattiva della roccia calcarea, iniziata nei primi anni del Novecento, ha lasciato importanti segni sul territorio, contribuendo all'integrazione umana nell'ambiente, data dall'insediamento nella zona dei minatori sardi impegnati nella cava. La cava di Ieranto, passata all'Ilva nel 1918, fu ristrutturata nel 1925 per cessare definitivamente la sua attività nel 1952. Nel 1986 l'Ilva, ultima società proprietaria, donò al Fondo Ambiente Italiano l'intero comprensorio, per un totale di 47 ettari.

## Territorio
La Baia di Ieranto si apre sulla costa meridionale della penisola sorrentina. Punta Capitello separa le due zone che vanno a comporre l'insenatura: la Baia Grande e la Baia Piccola. L'area di proprietà del FAI è, a sua volta, suddivisa in due parti distinte: quella rocciosa e ripida che si chiude con Punta Campanella, e quella del promontorio dai pendii più digradanti, che si estende dalla sommità di Montalto, per concludersi verso il mare aperto a sud ovest con Punta Penna.
La presenza del lavoro dell'uomo ha lasciato traccia profonda sul panorama. Sul bordo del mare rimane ciò che resta delle strutture dedicate alle attività estrattive, quali tramogge, locali motrici, officine, polveriera, vasche e depositi, testimonianza del duro lavoro che, nel bene e nel male, ha plasmato la Baia.
Il paesaggio agrario è invece caratterizzato dall'antica coltura dell'ulivo: l'alberato è sistemato su terrazzamenti sostenuti da muri di pietre calcaree a secco. Sul sentiero tra Nerano e la Baia vi è, inoltre, la Casa Silentium, luogo di rifugio dello scrittore Norman Douglas, dove, a inizio Novecento, iniziò la stesura del libro La terra delle sirene (Siren Land, 1911).

### Aspetti oceanografici
La Baia di Ieranto è di particolare interesse dal punto di vista oceanografico poiché zona di confluenza tra la circolazione del Golfo di Napoli e del Golfo di Salerno.
Infatti, nella parte settentrionale, in altre parole nella Bocca Piccola del Golfo di Napoli, la circolazione delle acque del Golfo di Napoli e la circolazione tirrenica esterna interagiscono costituendo un fattore fondamentale per i ricambi d'acqua costieri. La particolare conformazione topografica assume un ruolo di rilievo, esercitando una marcata influenza sulla dinamica e sull'idrologia delle acque.
La zona interessata dalla Baia è in posizione privilegiata perché sede di una risalita d'acqua degli strati più profondi, il cosiddetto fenomeno di upwelling, comportando una rilevante varietà di flora e fauna marina derivante da un continuo apporto, negli strati superficiali di nutrienti (nitrati, fosfati, silicati) che innescano un ricco ciclo biologico. Le aree interessate da fenomeni di upwelling sono aree ad alta produttività biologica di popolazioni ittiche.
In quest'area, si riscontrano acque tipiche dell'intero bacino del Mediterraneo che qui sopraggiungono non senza aver subito rimescolamenti che ne modificano le proprietà. La Baia di Ieranto risente della circolazione prevalente nel Mar Tirreno: una corrente verso NW nella stagione invernale e verso SE nella stagione estiva a causa delle prevalenti condizioni meteorologiche. Ad ogni modo si tratta di una descrizione generica poiché entrambe le circolazioni possono realizzarsi con cambiamenti meteo-marini. Nei mesi estivi, è presente, una forte stratificazione nella colonna d'acqua per cui spostamenti verticali di pochi metri corrispondono a variazioni di temperature di alcuni gradi C, in corrispondenza del termoclino (strato di massima variazione della temperatura lungo la colonna d'acqua) anche durante la giornata. Questo è dovuto alla presenza di onde interne (movimenti dello strato di separazione di due masse d'acqua con caratteristiche diverse), che possono causare consistenti variazioni verticali della velocità della corrente lungo la colonna d'acqua.

## Fauna
A Ieranto si concentra una grande varietà faunistica, terrestre e marina. Insieme a Punta Campanella, la Baia è posta sulle rotte migratorie di numerosi uccelli e, infatti, sono oltre 100 le specie ornitologiche censite, la maggior parte delle quali di passo.
Fra le specie stanziali, ossia presenti tutto l'anno e nidificanti sulle rocce a strapiombo, domina il gabbiano reale (Larus cachinnans), il passero solitario (Monticola solitarius), il gheppio (Falco tinnunculus) e il pellegrino (Falco peregrinus). Quest'ultimo rapace si riproduce proprio nel momento di arrivo delle quaglie (Coturnix coturnix). Non è raro vedere volteggiare alcuni corvi imperiali (Corvus corax) e la poiana (Buteo buteo) che nidificano in altre aree della Penisola Sorrentina. Stanziali sono anche molti passeriformi legati alla macchia mediterranea, come l'occhiocotto (Sylvia melanocephala) che vive tra i cespugli, la capinera (Sylvia atricapilla), la cinciarella (Parurs caeruleus), la cinciallegra (Parus major), lo scricciolo (Troglodytes troglodytes).
Molto frequente è la possibilità di scorgere molti cardellini (Carduelis carduelis), merli (Turdus merula) e soprattutto fringuelli (Fringilla coelebs).
In inverno e durante i passi migratori primaverile e autunnale arrivano pettirossi (Erithacus rubecola), passere scopaiole (Prunella modularis), codirossi (Phoenicurus phoenicurus e P. ochuros), lui piccoli (Phylloscopus collybita), allodole (Alauda arvensis), gabbiani comuni (Larus melanocephalus). Sempre in questo periodo e possibile osservare il lodolaio (Falco subbuteo) e il falco pecchiaiolo (Pernis apivorus) tra i rapaci. Sulla linea di contatto terra-mare è possibile scorgere i voli radenti del martin pescatore (Alcedo attis).
I mammiferi sono, in genere, più difficili da osservare, soprattutto di giorno. Sono presenti una decina di specie fra cui la volpe (Vulpes volpes), la lepre (Lepus capensis), la donnola (Mustela nivalis), l'arvicola (Arvicolinae), il riccio (Erinaceurs europaes).
Fra i rettili, comuni sono la lucertola campestre e la lucertola muraiola, mentre il biacco è un serpente ingiustamente temuto.
Si rimpiange la presenza della foca monaca, l'ultimo avvistamento risale al primo dopoguerra, mentre non è raro imbattersi nella tartaruga marina Caretta caretta e in altre specie rare e insolite come il pesce San Pietro (Zeus faber) e l'alato pesce civetta.

## Flora
La flora spontanea della Baia di Ieranto appartiene alla macchia mediterranea. Questo tipo di vegetazione, costituita in prevalenza da arbusti sempreverdi, caratterizza tutta la costiera. Lungo il sentiero della Baia s'incontrano le specie tipiche della macchia come il mirto (Myrtus communis), il lentisco (Pistacia lentiscus) in grandi cespugli, la ginestra comune (Spartium junceum) e la coronilla (Coronilla emerus) dai fiori gialli, la valeriana rossa (Centranthus ruber) e l'euforbia (Euphorbia dendroides).
In alcune zone la macchia è più elevata è costituita da alcune specie arboree quali il carrubo (Ceratonia siliqua), l'alaterno (Rhamnus alaternus), la roverella (Quercus pubescens), il pino d'Aleppo (Pinus halepensis), il pino marittimo (Pinus pinaster) e il leccio (Quercus ilex). Nel sottobosco s'insediano il ciclamino (Cyclamen hederifolium), la robbia (Rubia peregrina), l'asparago selvatico (Asparagus temifolius), il caprifoglio (Lonicera caprifolium) e il gigaro (Arum italicum).
Nei luoghi più umidi si trova l'acanto (Acanthus mollis), la cui foglia decora i capitelli corinzi dei templi greci e sulle rocce l'ombelico di Venere (Umbilicus rupestris) il cui nome deriva dalle foglie orbicolari e depresse al centro. Spesso la macchia è stata sostituita dagli olivi (Olea europea). Nelle stazioni più assolate la macchia diviene gariga per la predominanza di specie xerofile, adatte a microclimi caldi e aridi, che danno luogo a cespugli più bassi. In questi luoghi si trovano: la centaura cenerina (Centaurea cineraria), il cisto (Cistus incanus), la ginestra spinosa (Calicotome spinosa), il ginepro fenicio (Juniperus phoenicea), l'elicriso italico (Helichrysum italicum), la fillirea (Phillyrea angustifolia e P. latifolia), la smilace (Smilax aspera), l'asfodelo (Asphodelus fistulons), l'ampelodesma (Ampelodesmos mauritanicusa), una graminacea dalle foglie taglienti. In primavera è possibile ammirare un raro convolvolo (Convolvulus cneorum), presente in poche dell'Italia meridionale.
Una particolarità è la presenza di esemplari di agave (Agave americana), pianta esotica, originaria dell'America Centrale, ma che sì è naturalizzata alle queste latitudini.
Tra le specie spontanee aromatiche, utilizzate anche in cucina, sono da annoverare il rosmarino (Rosmarinus officinalis), il finocchio comune (Foeniculum vulgare) e il cappero (Capparis ovata), abbarbicato alle rocce calcaree.

### Praterie diPosidonia oceanica
In tutta l'area fra le batimetriche dei 5 ai 30 m, è presente la Posidonia oceanica, una fanerogama marina endemica del Mediterraneo. Questa pianta ha radici e un fusto (rizoma) che può crescere verticalmente e orizzontalmente, per cui sopporta meglio delle altre fanerogame (Ruppia, Cymodocea nodosa, Zostera nana) il progressivo accumulo di sedimento: ne derivano delle terrazze dette "matte" a crescita lenta e costante in cui gli spazi fra i rizomi sono colmati da sedimento; inoltre presenta un ciclo sessuato di fiori e frutti (olive di mare) oltre che un ciclo di riproduzione vegetativa.
Tra le foglie della Posidonia, s'incontrano, giovani di molte specie di pesci che da adulti vivono sui fondali sabbiosi, fangosi o su scogliere, infatti, queste praterie sono anche dette nursery. Si possono ammirare anche pesci adulti come: Coris julis dal bel colore verde della famiglia dei Labridi,  Labrus spp,, Symphodus melops e la corvina (Sciaena umbra), spesso in piccoli branchi, e Scorpaena porcus; tali pesci hanno colorazioni mimetiche che confondono i pesci con le fronde della Posidonia, questi pesci si cibano di piccoli crostacei, che vivono sulle foglie o tra le foglie della Posidonia. Altri casi di riferimento sono quelli del pesce ago (Nerophis ophidion) e dei cavallucci marini Hippocampus hippocampus e H. guttulatus. Fra i gamberetti menzioniamo Leander spp., Palaemon spp. e Hippolyte spp.. L'importanza delle praterie è dovuta al fatto che durante il giorno, quando l'attività fotosintetica è intensa, è prodotto ossigeno i cui valori possono superare quelli di saturazione. Di notte, finita la fotosintesi, la respirazione degli organismi della prateria produce un aumento dell'anidride carbonica non compensato dall'ossigeno derivato dalla fotosintesi. Di giorno, quando la luce è troppo intensa, gli organismi animali tornano a rifugiarsi alla base delle foglie. Le praterie di Posidonia sono uno degli ambienti marini più importanti da tutelare per mantenere il delicato equilibrio di tutto l'ecosistema marino.

## Accessi
Si può accedere alla Baia sia via mare che via terra. Per gli amanti delle passeggiate è presente un percorso di 3,5 km che collega la frazione di Nerano (alta) all'area. Il percorso, lungo il quale è anche presente un'edicola della Madonna; si articola tra muretti a secco, uliveti e carrubi ed offre una vista della baia di Ieranto e del Golfo di Salerno. Durante il percorso guidato verso la spiaggia si possono esplorare, via mare, alcune grotte, non raggiungibili in altro modo.